# 자브리나 게바라
자브리나 게바라(Zabryna Guevara, 1972년 1월 12일 ~ )는 미국의 배우이다.